# Forêt de Compiègne
La forêt de Compiègne est une forêt domaniale des Hauts-de-France proche de Compiègne. D'une superficie de 14 357 hectares, elle constitue un des grands massifs forestiers de France et la cinquième forêt domaniale de France métropolitaine par sa taille.
Elle est un des terrains de chasse favoris des rois de France des Mérovingiens au Second Empire. Ils l'aménagent pour la chasse à courre en y traçant des routes droites (1 200 km aujourd'hui), qui se croisent à des carrefours en étoile où l'on trouve des poteaux indicateurs blancs qui font une des particularités de la forêt. Napoléon Ier fait ouvrir pour Marie-Louise d'Autriche la percée des Beaux-Monts, qui offre une perspective de 4 km à travers les bois depuis le château de Compiègne.
Elle est riche autant en production de bois (hêtre et chêne) qu'en gibier.

## Géographie
La forêt de Compiègne s'étend au nord jusqu'à la vallée de l'Aisne, à l'ouest jusqu'à celles de l'Oise et de l'Automne, à l'est jusqu'aux rus de Berne et de Vandy ; au sud (Champlieu, Morienval) la forêt s'étend sur le plateau, la limite est conventionnelle.
De manière géométrique, le contour de la forêt forme un cercle de 14 km de diamètre et de 43 km de périmètre, sa superficie est de 14 417 ha.
Le point culminant de la forêt est la plaine du haut Palesne dans le Sud-Est à 145 m d'altitude.
L'Aisne la sépare de la forêt de Laigue au nord. Au sud-est, la forêt de Compiègne est séparée de la forêt de Retz par 2,5 km de cultures (au niveau de Brassoir).

## Histoire
À l'époque gauloise, les lieux occupés plus tard par la forêt sont un vaste marécage, qui sera partiellement cultivé à l'époque romaine comme le démontrent les nombreux vestiges de fermes ou d'habitats gallo-romains.
La forêt proprement dite, autrefois appelée forêt de Cuise, s'étend alors plus à l'est, probablement près du village de Cuise. L'actuel bois de Cuise en faisait partie.
C'est là qu'en 561 selon Grégoire de Tours, le roi franc Clotaire Ier « s’en étant allé, comme il était, durant la cinquante et unième année de son règne, dans la forêt de Cuise (la forêt de Compiègne), occupé à la chasse, il fut saisi de la fièvre, et se rendit à Compiègne. Là, cruellement tourmenté de la fièvre, il disait : « Hélas ! Qui pensez-vous que soit ce roi du ciel qui fait mourir ainsi de si puissants rois ? ». Et il rendit l’esprit dans cette tristesse ».
Ce n'est que pendant le Moyen Âge que les arbres colonisent ou recolonisent les marais, alors délaissés, pour composer la forêt actuelle.
De nombreux souverains de France aiment y chasser. François Ier est le premier à la faire aménager en faisant ouvrir huit routes. Louis XIV fait tracer le grand octogone et 54 routes, Louis XV et Louis XVI en font percer d'autres, jusqu'à 200. La forêt présente un relief varié se prêtant en effet bien à la chasse : plateaux entaillés de vallons et de gorges, petites collines appelée les monts, ruisseaux et étangs.
Napoléon Ier fait amorcer la percée des Beaux-Monts pour l'impératrice Marie-Louise d'Autriche, pour lui offrir depuis le château de Compiègne une immense perspective à travers les bois (l'allée fait une soixantaine de mètres sur 4 km de long), qui lui rappelle celle du château de Schönbrunn. La légende raconte qu'un matin du printemps 1811, la jeune impératrice découvre éblouie cette grande perspective là où la veille encore des arbres bordaient l'horizon du parc,.

## Flore et faune

### Flore
La forêt est essentiellement constituée de futaies de hêtres et de chênes. De manière plus générale, on compte pas moins de 5 600 espèces végétales[Information douteuse].

### Faune
On dénombre dans la forêt 6 600 espèces animales, dont une importante population de cerfs, de chevreuils et de sangliers. Depuis 2010, on remarque même une importante population de ratons laveurs.

## Sites naturels remarquables

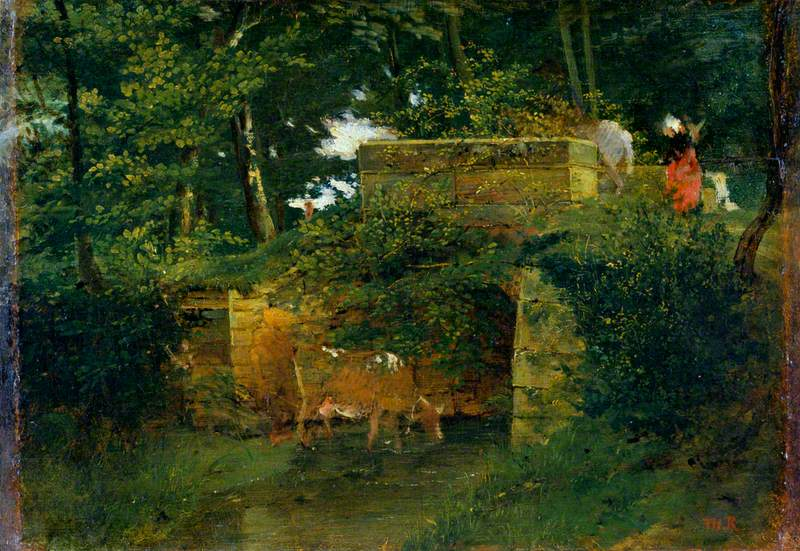
Pont de Batignies dans la forêt de Compiègne,
Théodore Rousseau, vers 1826,
Victoria & Albert Museum, Londres.

### Réserve biologique des Beaux-Monts
Le site des Beaux-Monts abrite des chênes quadricentenaires sur une centaine d'hectares, plantés par des moines en 1547. Ce site abrite aussi une faune d'une rare diversité (coléoptères notamment). Il est en cours de conversion par l'ONF au statut de réserve biologique.

### Arbres remarquables
- L'if de Saint-Pierre-en-Chastres, qui est le plus vieil arbre de la forêt de Compiègne. Il est âgé d'environ huit cent cinquante ans (en 2010).
- Le « chêne de Saint-Jean », qui est le plus vieux chêne de la forêt. Il a entre sept cent cinquante et huit cents ans (en 2010). C'est un chêne rouvre ou sessile planté par les moines de Saint-Jean-aux-Bois sous Saint Louis entre Saint-Jean-aux-Bois et le carrefour du Boquet Colin. Son tronc mesure 2,5 m de diamètre à 1,50 m du sol[11]. C'est l'un des plus vieux et des plus gros arbres forestiers de France. Il a été taillé en têtard pendant un siècle, ce qui lui donne sa forme inhabituelle[9].
- Le chêne sous Saint-Pierre, âgé de cinq siècles, est déclaré en juin 2021 mort pour l'ONF du fait des sécheresses liées au réchauffement climatique[12].

La forêt de Compiègne compte de nombreux arbres remarquables : chênes de deux cents à quatre cent cinquante ans, hêtres (dont un fau de Verzy ou hêtre tortillard), ormes lisses, cèdres, pins laricio de Corse greffés, notamment « le Veilleur ».

### Étangs de Saint-Pierre
Situés au sud-est de Vieux-Moulin, ces étangs ont été creusés au XVIe siècle par les moines célestins de Saint-Pierre-en-Chastres.

## Chemins, routes et carrefours
La forêt de Compiègne compte aujourd'hui 1 200 km de routes et 311 carrefours baptisés. La forêt est aménagée depuis le Moyen Âge pour la pratique de la chasse à courre.
En 1521, à l'époque de François Ier, on trace quatre axes principaux (8 routes) qui se coupent au carrefour du Puits du Roi. Sous Louis XIV, 54 nouvelles routes sont dessinées ; sous Louis XV, 229.
Ces routes de chasse délimitent des triangles. Les routes autour du carrefour du Puits du Roi, lieu privilégié de chasse, forment des octogones.
En 1669, on commence à installer des poteaux indicateurs à chaque carrefour et le long des routes en forêt. Les carrefours principaux reçoivent un poteau indicateur caractéristique dessiné sous Charles X. Le nom du carrefour est à mi-hauteur du poteau, c'est-à-dire à hauteur des yeux d'un cavalier. Une marque rouge indique la direction du château de Compiègne, à l'initiative de Napoléon III, l'impératrice Eugénie s'étant égarée avec sa suite, un soir en forêt.

## Patrimoine
- La clairière de Rethondes ou clairière de l'Armistice, où se trouvait le wagon dans lequel ont été signés l'armistice du 11 novembre 1918 entre la France, ses alliés et l'Allemagne, puis l'armistice du 22 juin 1940 entre la France et le Troisième Reich.
- Le château de Compiègne, en lisière ouest de la forêt avec un grand parc s'ouvrant sur celle-ci. Résidence régulière de villégiature et de chasse des rois depuis les Mérovingiens, il est reconstruit sous Louis XV. Napoléon III en particulier s'y rendra souvent.
- Le château de Pierrefonds, en lisère est de la forêt, château fort du XVe siècle reconstruit par Viollet-le-Duc sous Napoléon III.
- Le Pavillon de l'impératrice Eugénie, au nord-est de la forêt, construit en 1861 par l’empereur Napoléon III pour l’impératrice, il était utilisé comme lieu de halte lors de chasses.
- Le village de Saint-Jean-aux-Bois avec son abbatiale des XIIe – XIIIe siècles, la salle capitulaire attenante et quelques constructions encore visibles d'une ancienne abbaye de bénédictines fondée au XIIe siècle par la reine Adélaïde[6].

## Activités

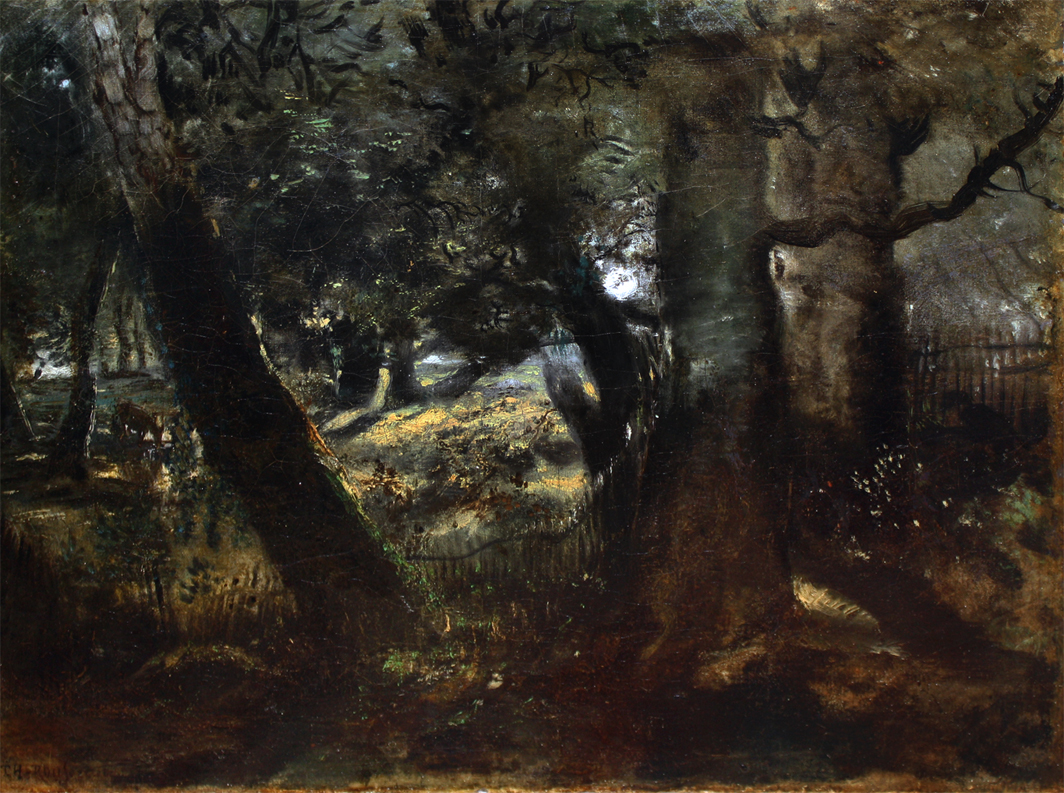
Faisanderie dans la forêt de Compiègne
Théodore Rousseau, 1833,
musée d'Art de Saint-Louis.

### Promenades pédestres, cyclistes et équestres
La forêt compte 17 boucles de promenades à pied et 11 itinéraires de pistes cyclables aménagés par l'agglomération de la région de Compiègne. L'un d'eux relie Compiègne et Pierrefonds sur une piste de 11,3 km.
Le bout de l'avenue des Beaux-Monts, qui traverse la forêt sur quatre kilomètres dans le prolongement du parc du château de Compiègne, offre un point de vue sur la forêt, Compiègne et le château.

### Exploitation forestière
La forêt de Compiègne étant une forêt domaniale, sa gestion est assurée par l'ONF.

### Chasse
La forêt est un lieu de chasse multiséculaire, où elle est toujours pratiquée, à tir ou à courre. Sa gestion est du ressort de l'ONF. Elle contribue à ce que le niveau de population des cerfs, biches et sangliers demeure compatible avec le développement des peuplements d'arbres et l'accueil du public.